# Thranduil
Thranduil est un personnage de l'œuvre de J. R. R. Tolkien.
Il apparaît pour la première fois dans le roman Le Hobbit (1937) en tant que « roi des Elfes sylvains » de la forêt de Grand'Peur, ou simplement comme le « Roi elfe » (Elvenking). Il est également mentionné dans Le Seigneur des anneaux comme étant le père de Legolas, un des membres de la Fraternité de l'Anneau. Son passé est esquissé dans des notes publiées après la mort de Tolkien dans Contes et légendes inachevés.
Thranduil est présent dans les adaptations du Hobbit dans d’autres médias, notamment la série de films réalisée par Peter Jackson où son rôle est développé par rapport au roman d'origine. Son interprétation par l’acteur américain Lee Pace a été bien accueillie par le public et la critique.

## Histoire
Thranduil appartient au peuple des Sindar. Il est né à Doriath au Premier Âge, avant sa chute. Thranduil ainsi que son père Oropher s'installent à Vert-Bois le Grand vers l'an 1000 du Second Âge et Oropher y devient le souverain des populations d'Elfes sylvains qui y résident déjà,. Oropher et Thranduil rejoignent la Dernière Alliance des Elfes et des Hommes, réunissant une grande armée qui se joint à la plus petite force d’Elfes de Lórien d’Amdír pour créer une grande armée d’Elfes sylvains. Les Elfes sylvains étaient forts et courageux, mais malgré leur armure et leurs armes médiocres par rapport aux Noldor, Amdír et Oropher n’étaient pas disposés à se soumettre au commandement suprême de Gil-Galad. Aussi subissent-ils de lourdes pertes lors de la guerre de la Dernière Alliance. Lors du tout premier assaut sur le Mordor, Oropher et d’autres Elfes sylvains courageux et empressés se précipitent en avant avant que Gil-Galad ne donne le signal de charger. Oropher est tué peu de temps après, tandis que les deux tiers de son armée périt au cours de la guerre. Après la défaite de Sauron, Thranduil ramène les survivants chez eux et devient leur nouveau souverain.
Aux alentours de l'an 1000 du Troisième Âge, Vert-Bois-le-Grand commence à être troublé par la réapparition de Sauron, qui s'installe incognito à Dol Guldur, dans le sud de la forêt,. Cette dernière prend alors le nom de « Forêt de Grand'Peur » (ou « Forêt Noire »). L'irruption du Seigneur des ténèbres contraint Thranduil et son peuple à migrer vers le nord, au-delà de la rivière de la Forêt,. Ils excavent une cité souterraine dans les montagnes au nord-est des bois, non loin du royaume nain de la Montagne Solitaire et de la cité humaine du Val, avec lesquels les sujets de Thranduil entretiennent des relations commerciales fructueuses.
Une attaque du dragon Smaug détruit Erebor et le Val et réduit Esgaroth à l’état de coquille vide à l'exception d'un commerce de vin entre le lac et le bois. Cette situation change avec l’arrivée de Bilbo et d’une compagnie de nains, dans leur quête pour reprendre Erebor.
Durant leur traversée de la Forêt, Thorin et Cie sont capturés par les gardes de Thranduil et conduits devant lui. À cette occasion apparaît sa seule description physique :

« Dans une grande salle, aux piliers taillés dans la pierre vive, siégeait le Roi elfe sur un fauteuil de bois sculpté. Sur sa tête était posée une couronne de baies et de feuilles rouges, car l'automne était revenu ; mais au printemps, des fleurs des bois décoraient son front. Il tenait dans sa main un bâton de chêne sculpté. »

Ayant refusé de répondre à ses questions, les Nains finissent dans ses cachots mais parviennent à s'évader grâce à Bilbo et son anneau. Malgré la méfiance des Elfes de la Forêt, ils sont traités raisonnablement. Lorsque la nouvelle de la mort de Smaug parvient aux oreilles de Thranduil par les oiseaux, il se rend à la Montagne à la tête d'une armée pour apporter son aide aux réfugiés d'Esgaroth, qu'il prend en pitié, et réclamer sa part du trésor du dragon,. S'attendant à obtenir rapidement le trésor, il doit déchanter avec l'arrivée du Nain Dáin. Thranduil veut la paix, mais l'arrivée des Gobelins et des Wargs le contraint à participer à la bataille des Cinq Armées aux côtés des hommes d'Esgaroth, et des nains des Collines de Fer,. L'armée des Elfes de la Forêt est beaucoup amoindrie durant cette bataille. Après celle-ci, Bilbo offre un collier à Thranduil et Bard lui donne des bijoux elfiques rendus par Dáin II. Thranduil pour sa part dépose Orcrist, restée dans son royaume, sur la tombe de Thorin,. Il nomme Bilbo ami et béni des Elfes et remercie Gandalf, qui a participé à la bataille :

« Plus souvent vous paraîtrez dans mes salles, plus je serai heureux. »

Il n’est pas explicitement dit, mais sous-entendu, que Thranduil offre l’hospitalité à Bilbo, comme convenu, lors de son dernier voyage vers le Val .
En 3017 du Troisième Âge, Thranduil est chargé d'assurer la détention de Gollum, amené par Aragorn,. Il accueille Gandalf lorsque ce dernier souhaite interroger le captif au sujet de l'anneau de Bilbo. Gollum parvient à s'évader le 20 juin 3018 grâce à une diversion orchestrée par les forces de Sauron,. Thranduil envoie son fils Legolas à Imladris pour en informer Elrond. Legolas participe ainsi au Conseil d'Elrond et devient l'un des neuf membres de la Compagnie de l'Anneau,.

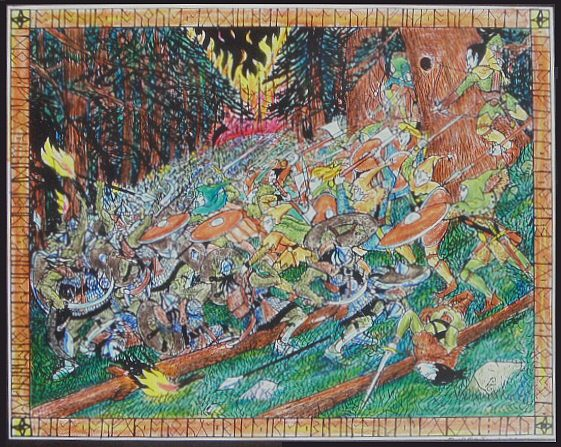
La bataille sous les Arbres (vue d'artiste, 2007).

La Forêt Noire est l'un des nombreux théâtres de la Guerre de l'Anneau, suivant le récit publié dans les appendices du Seigneur des anneaux. Thranduil subit d'abord une offensive des troupes de Dol Guldur le 15 mars, en même temps que le deuxième des trois assauts contre la Lothlórien. Il sort victorieux de cette « bataille sous les Arbres ». Le 6 avril, ses forces font leur jonction avec celles de Galadriel et Celeborn, seigneurs de la Lorien, pour marcher sur Dol Guldur et procéder à sa destruction,. Libérée de l'ombre de Sauron, la Forêt est rebaptisée Eryn Lasgalen, « Bois des Vertes Feuilles », et partagée entre les vainqueurs,.
À l'orée du Quatrième Âge, Thranduil devient ainsi le souverain d'un royaume considérablement agrandi (il s'étend sur le tiers nord de la forêt, jusqu'aux montagnes) et allié au royaume réunifié d'Arnor et de Gondor. À la demande du roi de ce dernier Elessar Telcontar, Thranduil autorise un certain nombre de ses sujets à s'installer en Ithilien. Des rapports commerciaux s'établissent alors entre les Elfes sylvains et les Hommes de Gondor.
Thranduil n'a manifestement pas beaucoup voyagé dans l'Ouest de la Terre du Milieu puisqu'il n'avait jamais vu de hobbit avant Bilbo. Il s'entend assez bien avec lui car il le juge digne de porter une armure elfique.

## Création et évolution
Le personnage de Thranduil apparaît pour la première fois dans Le Hobbit, en tant que « Roi elfe » (Elvenking) : le nom même de Thranduil n'est introduit que dans Le Seigneur des anneaux,. Des notes étymologiques datées de décembre 1959 expliquent qu'il s'agit d'un nom sindarin signifiant « printemps vigoureux ».
John D. Rateliff, un universitaire travaillant sur les oeuvres de Tolkien, souligne les points communs entre le souverain du Hobbit et un autre Roi elfe de l'œuvre de Tolkien : Thingol, le souverain de la forêt de Doriath dans Le Silmarillion. Comme Thranduil, Thingol réside dans un palais souterrain (Menegroth, « les Mille Cavernes »), gouverne un royaume forestier et entretient des relations difficiles avec la race naine (elles entraînent d'ailleurs sa mort). Rateliff remarque que l'ambigüité concernant l'identité du roi des Elfes du Hobbit n'est jamais levée dans le texte même du livre : il pourrait s'agir de Thingol lui-même ou être simplement inspiré d'un personnage que Tolkien avait inventé auparavant. Différents indices dans le texte du roman viennent à l'appui de chacune de ces deux théories, même si la première est rendue caduque par l'apparition du nom Thranduil dans Le Seigneur des anneaux.
Durant la rédaction du Hobbit, Tolkien ne prévoit pas encore la bataille des Cinq Armées : d'après ses notes, Bilbo devait remettre la « Gemme de Girion » à Bard, permettant une résolution pacifique de la querelle et de procéder au partage du trésor de Smaug. Lorsque Tolkien abandonne l'idée de l'artefact pour en faire l'Arkenstone, il introduit le collier d'émeraudes de Girion pour occuper son ancien rôle.
À l'origine, la bataille des Cinq Armées n'existait pas et Thorin devenait roi sous la Montagne après la résolution pacifique de sa querelle avec les hommes et les elfes.

## Critique et analyse
Thranduil est décrit comme un souverain d'apparence majestueuse, avec une longue chevelure blonde et des yeux gris perçants. Son attitude distante et parfois arrogante envers les autres races, en particulier les Nains, souligne son statut d'être supérieur et sa fierté elfique.
Thranduil est aussi un leader prudent et un stratège. Sa prudence et sa sagesse lui ont permis de protéger son peuple des dangers qui menaçaient Vertbois-le-Grand, notamment l'invasion de Smaug et la menace croissante de Sauron.
Son royaume n'est pas comme les autres cités elfes, ce qui le rend exceptionnel.
Dans l'ensemble, Thranduil n'est ni un héros parfait, ni un méchant absolu. Les elfes sylvains de la Forêt Noire et Thranduil, ne sont pas des êtres surhumains, ils ont de nombreuses faiblesses humaines.

## Adaptations

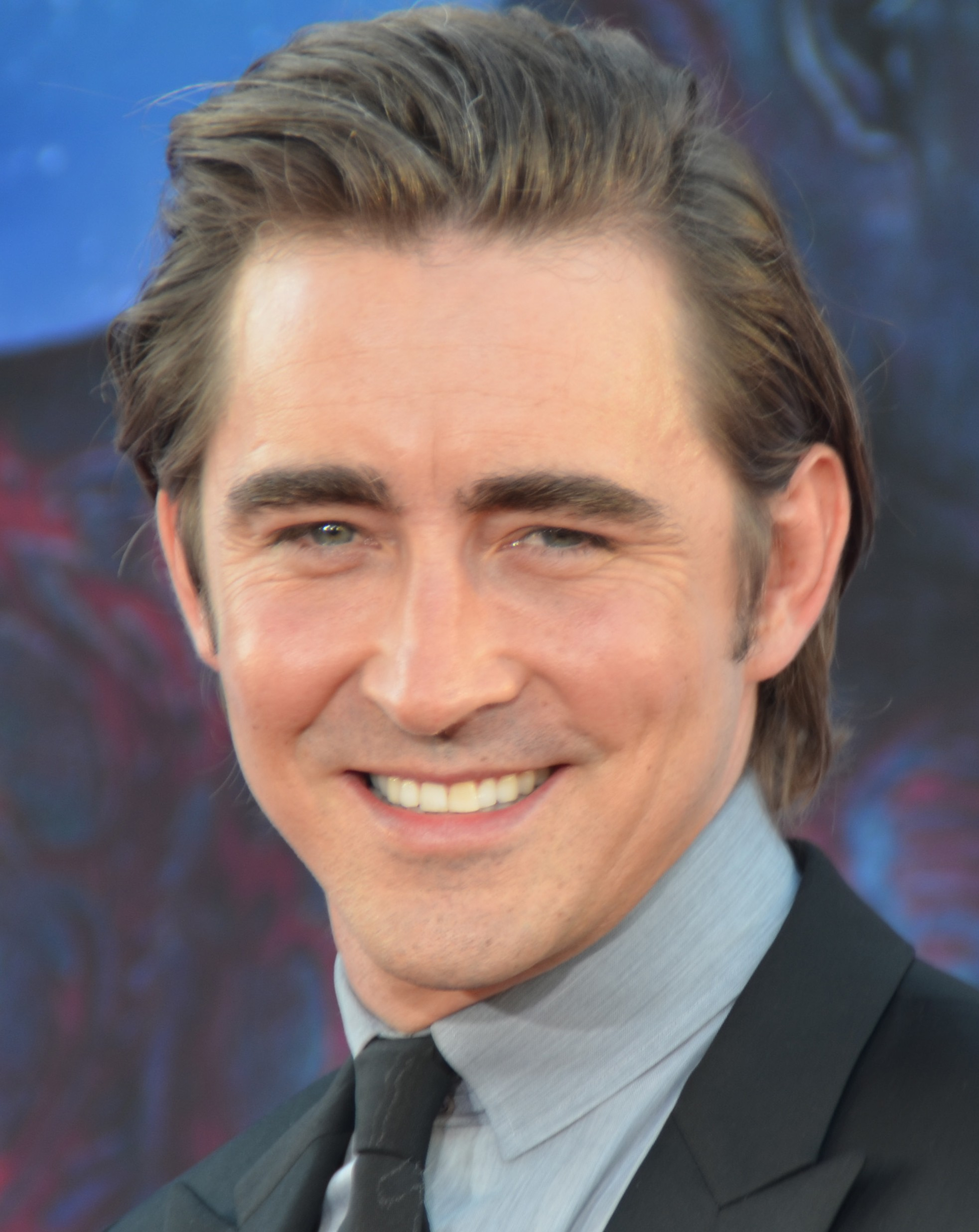
Lee Pace, l'acteur jouant le rôle de Thranduil dans la trilogie Le Hobbit.

- Dans l'adaptation radiophonique du Hobbit réalisée pour la BBC en 1968, le rôle de Thranduil est tenu par Leonard Fenton[36].
- Dans le dessin animé américain The Hobbit (1977), Thranduil est doublé par Otto Preminger[37].
- Dans la série radiophonique Der Hobbit (1980), il est interprété par Martin Hirthe[38] ;
- En 1989, dans la série série radiophonique Hobbit, la voix du Roi elfe est assurée par Alfréd Swan[39]. Il n’est pas identifié par son nom personnel, conformément au roman original.
- Thranduil est un héros elfe jouable dans le jeu vidéo Le Seigneur des anneaux : La Bataille pour la Terre du Milieu II (2006). Thranduil est un héros pour la faction elfique[40].
- Il est aussi un héros jouable pour l'extension L'Avènement du Roi-Sorcier[41].
- Thranduil est un héros elfe jouable dans le jeu vidéo Lego: Le Hobbit (2014)[42],[43].
- Thranduil a été adapté en figurine Lego[44].
- L'acteur américain Lee Pace interprète le roi des Elfes dans la série des trois films du Hobbit de Peter Jackson (2012-2014)[45],[46],[47]. Il y apparaît chevauchant un grand cerf[48]. À la fin du film, il demande à Legolas de chercher Aragorn dans le Nord[49].
- En 2003, dans le jeu vidéo Le Hobbit, Thranduil est appelé « Roi Elfe Thranduil », en utilisant à la fois son titre du Hobbit et son nom du Seigneur des Anneaux, pour accommoder les joueurs qui n’ont lu que Le Hobbit. Thranduil apparaît pour la première fois dans le niveau « Barrels Out of Bond », dans lequel on peut l’entendre parler du Conseil Blanc et de leur attaque sur Dol Guldur. Il revient en tant que partenaire de conversation dans le dernier niveau, dans lequel lui et Gandalf demandent au joueur, dans le personnage de Bilbo, de délivrer un message à Bard[50].
- Les  apparitions de Thranduil dans Le Seigneur des Anneaux Online (2017) ont lieu pendant la guerre de la Dernière Alliance et en train de combattre dans la Forêt Noire pendant les derniers jours de la Guerre de l’Anneau[51].
- En 2021, dans Le Seigneur des Anneaux : Rise to War, Thranduil est un commandant pour la faction des elfes[52].

### Sources primaires
1. 1 2 3  Contes et légendes inachevés, « L'histoire de Galadriel et Celeborn », Appendice B.
2. 1 2 3  Le Hobbit, chapitre VIII « Mouches et araignées »
3. 1 2  Le Hobbit, chapitre IX « Treize tonneaux à la dérive ».
4. ↑  Le Hobbit, chapitre XIV « Feu et eau ».
5. 1 2  Le Hobbit, chapitre XVI « Un voleur dans la nuit »
6. ↑  Le Hobbit, chapitre XVII « Les nuées éclatent »
7. ↑  Le Hobbit, chapitre XVII « L'orage éclate ».
8. ↑  Le Hobbit, chapitre XVIII « Le chemin du retour ».
9. ↑  Le Seigneur des anneaux, Livre I, chapitre 1 « Nombreuses rencontres ».
10. 1 2  Le Seigneur des anneaux, Livre I, chapitre 2 « Le Conseil d'Elrond ».
11. ↑  Le Seigneur des anneaux, Annexe B « Les Grandes Années »
12. ↑  Le Seigneur des anneaux, Appendice B.

### Sources secondaires
1. ↑  Tyler 1976, p. 139
2. ↑  Fonstad 1981, p. 121
3. ↑  Tyler 1976, p. 138
4. ↑  Foster 1971, p. 74
5. ↑  Shippey 2005
6. ↑  Foster 1971, p. 251
7. 1 2  Tyler 1976, p. 84
8. ↑  Shippey 2005, Chapitre 3 : La perplexité de Smaug
9. ↑  Shippey 2000, p. 49
10. ↑  Shippey 1982, p. 69
11. ↑  Tyler 1976, p. 44
12. ↑  Foster 1971, p. 25
13. ↑  Shippey 1993, p. 65
14. ↑  Shippey 2000, p. 43
15. ↑  Ang 2003, p. 139
16. 1 2  Tyler 1976, p. 478
17. ↑  Fonstad 1981, p. 131
18. ↑  Foster 1971, p. 52
19. ↑  Tyler 1976, p. 173
20. ↑  Fonstad 1981, p. 150
21. ↑  Tyler 1976, p. 162
22. ↑  Tyler 1976, p. 329
23. ↑  Fonstad 1981, p. 176
24. ↑  Shippey 2005, p. 109.
25. ↑  Shippey 1982, p. 73
26. ↑  (en) J. R. R. Tolkien (éd. Christopher Gilson), « Words, Phrases and Passages in the Lord of the Rings », Parma Eldalamberon, no 17,‎ 2007, p. 187.
27. ↑  (en) Bradford Lee Eden, The Hobbit and Tolkien's Mythology : Essays on Revisions and Influences, McFarland, 2014 (ISBN 978-0-7864-7960-3, lire en ligne)
28. ↑  (en) John D. Rateliff, A Brief History of the Hobbit, Harper Collins, 2015, 550 p. (ISBN 978-0007557257), p. 235
29. ↑  Rateliff 2011, p. 408-416.
30. ↑  (en) John D. Rateliff, The History of The Hobbit : Part Two: Return to Bag-End, Harper Collins, 2007, 437 p. (ISBN 978-0007250660), p. 603-604
31. ↑  Rateliff 2011, p. 572
32. ↑  Shippey 2000, p. 37
33. ↑  (en) Robert T. Tally, « Review of The International Relations of Middle-earth: Learning from The Lord of the Rings », Mythlore, vol. 32, no 1 (123),‎ 2013, p. 145–151 (ISSN 0146-9339, lire en ligne, consulté le 5 juillet 2024)
34. ↑  (en) Carol Jeffs, « The Forest », Mallorn: The Journal of the Tolkien Society, no 22,‎ 1985, p. 33–36 (ISSN 0308-6674, lire en ligne, consulté le 5 juillet 2024)
35. ↑  (en) W. H. Auden, « Good and Evil in "the Lord of the Rings" », Tolkien Journal, vol. 3, no 1 (7),‎ 1967, p. 5–8 (ISSN 0040-909X, lire en ligne, consulté le 5 septembre 2024)
36. ↑  (en) « Tolkien Audio Books to be released in 2008 », sur tolkienlibrary.com (consulté le 6 juillet 2024)
37. ↑  (en) Nick Groom, Tolkien in the Twenty-First Century: The Meaning of Middle-Earth Today, Simon and Schuster, 5 septembre 2023 (ISBN 978-1-63936-504-3, lire en ligne), p. 135
38. ↑  (de) « ARD-Hörspieldatenbank », sur hoerspiele.dra.de (consulté le 6 juillet 2024)
39. ↑  (sk) « J. R. R. Tolkien: Hobit (rozhlasová hra) », sur www.tv-archiv.sk (consulté le 6 juillet 2024)
40. ↑  (en-US) « The Lord of the Rings, The Battle for Middle-earth II Walkthrough », sur GameSpot (consulté le 15 juillet 2024)
41. ↑  « A Guide to RotWK 2.01 Elves - Battle for Middle Earth II Heaven Forum », sur bfme2.heavengames.com (consulté le 6 juillet 2024)
42. ↑  « Lego Thranduil », sur bricklink.com (catalogue en ligne)
43. ↑  (en) « Thranduil - Brickipedia, the LEGO Wiki », sur en.brickimedia.org
44. ↑  (en) Mark J. P. Wolf, LEGO Studies: Examining the Building Blocks of a Transmedial Phenomenon, Routledge, 13 novembre 2014 (ISBN 978-1-317-93545-2, lire en ligne), p. 48
45. ↑  (en) Marcel Aubron-Bülles, « Oxford, New York City, Paris: The Tolkien Exhibitions 2018-2020 », Mallorn: The Journal of the Tolkien Society, no 61,‎ 2020, p. 32–34 (ISSN 0308-6674, lire en ligne, consulté le 5 juillet 2024)
46. ↑  (en) Shaun Gunner, Richard Gonsowski et Sophie Watson, « Votes for Tauriel - but not the Love », Mallorn: The Journal of the Tolkien Society, no 55,‎ 2014, p. 40–41 (ISSN 0308-6674, lire en ligne, consulté le 5 juillet 2024)
47. ↑  (en) Adam Chitwood, « Lee Pace and Dean O'Gorman Join Peter Jackson’s THE HOBBIT », sur Collider, 1er mai 2011 (consulté le 24 juillet 2024)
48. ↑  (en) Ross Barnett, The Missing Lynx: The Past and Future of Britain's Lost Mammals, Bloomsbury Publishing, 11 juillet 2019 (ISBN 978-1-4729-5733-7, lire en ligne)
49. ↑  (en) Robert T. Tally, « Three Rings for the Elven-kings: Trilogizing Tolkien in Print and Film », Mythlore, vol. 36, no 1 (131),‎ 2017, p. 175–190 (ISSN 0146-9339, lire en ligne, consulté le 5 juillet 2024)
50. ↑  « Le Hobbit (jeu vidéo de 2003) », sur Jeuxvideo.com (consulté le 17 septembre 2024)
51. ↑  « Accueil », sur Le Seigneur des Anneaux Online (consulté le 20 septembre 2024)
52. ↑  (en-US) Darko Perišić, « Thranduil Build and Guide LOTR Rise To War - Pillar Of Gaming », 1er mai 2022 (consulté le 20 septembre 2024)

### Ouvrages de Tolkien
- J. R. R. Tolkien (trad. Daniel Lauzon), Le Hobbit [« The Hobbit »], Christian Bourgois, 2012 [détail des éditions]
- J. R. R. Tolkien (trad. Francis Ledoux, Tina Jolas), Le Seigneur des anneaux [« The Lord of the Rings »] [détail des éditions]
- J. R. R. Tolkien (trad. Tina Jolas), Contes et légendes inachevés [« Unfinished Tales of Númenor and Middle-earth »] [détail des éditions]
- (en) J. R. R. Tolkien et John D. Rateliff, The History of The Hobbit, HarperCollins, 2011, 938 p. (ISBN 9780007440825)

### Études
- (en) Tom Shippey, The Road to Middle-earth, Londres, HarperCollins, 2005 (1re éd. 1982) (ISBN 978-0-261-10275-0)
- (en) Wayne G. Hammond et Christina Scull, The J.R.R. Tolkien Companion and Guide: Reader's Guide, Houghton Mifflin, 2006, 1256 p. (ISBN 978-0-618-39101-1)
- (en) Tom Shippey, J. R. R. Tolkien: Author of the Century, HarperCollins, 2000 (ISBN 0618257594)
- (en) Tom Shippey, The Road to Middle-earth, Londres, HarperCollins, 1993 (ISBN 978-0395339732)
- (en) Karen Wynn Fonstad, The Atlas of Tolkien's Middle-Earth, Houghton Mifflin, 1981 (ISBN 978-0-00-819451-2, lire en ligne)
- (en) J. E. A. Tyler, The Tolkien Companion, Bell Publishing Company, 1976 (ISBN 978-0-517-27914-4, lire en ligne)
- (en) David Day, A Guide to Tolkien, Chancellor Press, 2001, 4e éd., 271 p. (ISBN 978-0753705629)
- (en) Robert Foster, A guide to Middle-Earth, Mirage, 1971, 292 p. (ISBN 978-0883581056)
- (en) Tom Shippey, The Road to Middle-earth, Londres, HarperCollins, 1982 (ISBN 978-0395339732)
- (en) Susan Ang, The master of the rings inside the world of J.R.R. Tolkien, Simon & Schuster, 2003, 176 p. (ISBN 0743479882)